# Albert Defant
Albert Defant, född 12 juli 1884, död 24 december 1974, var en tysk-österrikisk geofysiker.
Defant blev 1909 professor och föreståndare för institutet för kosmisk fysik vid universitetet i Innsbruck, och 1926 föreståndare för Institut für Meerekunde i Berlin. Defant har utövat ett vidsträckt författarskap inom många av geofysikens områden, som ren meteorologi, luftelektricitet och oceanografi. Som föreståndare för Institut für Meerekunde i Berlin arbetade Defant på 1930-talet med det stora oceanografiska materialet som insamlades av den berömda tyska expeditionen med Meteor 1925-1927. Bland Defants skrifter märks Wetter und Wettervorhersage (2:a upplagan 1926) samt tillsammans med Erich Obst, Lufthülle und Klima (1923).